# كينتارو موريا
كينتارو موريا (باليابانية: 森谷 賢太郎) (21 سبتمبر 1988 في يوكوهاما في اليابان – )؛ هو لاعب كرة قدم ياباني سابق كان يلعب كلاعب وسط.

## وصلات خارجية
- كينتارو موريا على موقع رابطة كرة القدم اليابانية للمحترفين (اليابانية)
- كينتارو موريا على موقع إي إس بي إن إف سي (الإنجليزية)
- كينتارو موريا على موقع قاعدة بيانات كرة القدم.إي يو (الإنجليزية)
- كينتارو موريا على موقع Soccerbase.com (لاعب) (الإنجليزية)
- كينتارو موريا على موقع Soccerway.com (الإنجليزية)
- كينتارو موريا على موقع عالم كرة القدم.نت (الإنجليزية)
- كينتارو موريا على موقع كووورة